# 热蒙瓦勒
热蒙瓦勒（法語：Gémonval，法語發音：[ʒemɔ̃val]）是法国杜省的一个市镇，位于该省东北部，和上索恩省接壤，属于蒙贝利亚尔区。

## 地理
热蒙瓦勒（47°31'56"N, 6°35'19"E）面积3.39 平方千米，位于法国勃艮第-弗朗什-孔泰大區杜省，该省份为法国东部内陆省份，北起上索恩省，西接汝拉省，东部及东南部与瑞士接壤，东北部与贝尔福地区省接壤。
与热蒙瓦勒接壤的市镇（或旧市镇、城区）包括：奥南、索尔诺、阿尔塞、马尔沃利斯、贝勒方丹。

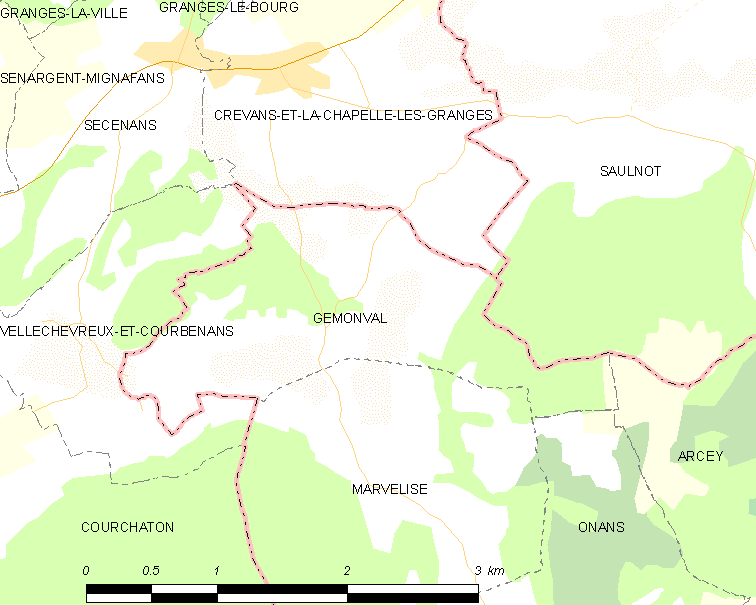
热蒙瓦勒的OSM定位图

热蒙瓦勒的时区为UTC+01:00、UTC+02:00（夏令时）。

## 行政
热蒙瓦勒的邮政编码为25250，INSEE市镇编码为25264。

## 政治
热蒙瓦勒所属的省级选区为巴旺县。

## 人口

1962-2008年间热蒙瓦勒人口变化图示

热蒙瓦勒于2022年1月1日时的人口数量为82人。